# 1-й армейский корпус (Великая армия)
1-й армейский корпус Великой армии — образован Наполеоном 29 августа 1805 года из частей Армии Ганновера.
7 сентября 1808 года корпус переведён в состав Армии Испании.
Корпус образован 19 апреля 1811 года как Эльбский обсервационный корпус Германской армии. С 10 января 1812 года 1-й Эльбский обсервационный корпус Великой армии.
Вновь создан 1 апреля 1812 года из 1-го Эльбского обсервационного корпуса. 
12(24) июня корпус перешел через р. Неман в Ковно. 4-я и 5-я дивизии вместе с корпусной кавалерией были направлены под командованием маршала Даву против 2-й Зап. армии ген. П. И. Багратиона, а три остальных дивизии остались при главных силах Наполеона и участвовали в преследовании 1-й Зап. армии. 1-я легкая кавалерийская бригада генерала Пажоля еще 17(29) июня двинулась по дороге из Ошмян к Минску, а 2-я легкая кавалерийская бригада генерала Бордесуля – по дороге из Лиды к Волковыску. 19 июня (1 июля) Даву с 5-й пехотной дивизией Компана двинулся от Вильно вслед за бригадой Пажоля, а 4-я пех. дивизия Дессэ – за бригадой Бордесуля.
Авангард группировки Даву 26 июня (8 июля) занял Минск, где на следующий день были сосредоточены 4-я и 5-я пехотные дивизии. Стремясь преградить Багратиону путь на север, эти соединения 9(21) июля прибыли в Могилев, куда подошли также польская пехотная дивизия М. М. Клапареда и 5-я тяжелая кавалерийская дивизия ген. Ж. Валанса, временно подчиненные Даву. Части 4-й и 5-й пехотных дивизий 11(23) июля сражались под Салтановкой с русским 7-м пехотным корпусом ген. Н. Н. Раевского и отразили все его атаки, потеряв свыше 1000. человек.
В Смоленском сражении корпус действовал уже в полном составе. 5(17) авг. 1-я, 2-я и 3-я пехотные дивизии захватили Рославльское и Мстиславльское предместья (потери 6000. чел.). 7(19) авг. 3-я пехотная дивизия участвовала в сражении при Валутиной Горе (потери 2300 чел.) На 11(23) авг. корпус насчитывал 41100 чел. (без учета частей, оставленных в тылу, и корпусной кавалерии, прикомандированной к кавалерийскому резерву Мюрата).
На 21 авг. (2 сент.) под Гжатском в коопусе состояло налицо 77 батальонов пехоты (33200 чел.) при 61 орудии полковой артиллерии, 12 батарей полевой артиллерии и 5 саперных рот (3100 чел., 86 орудий), в командировках числилось еще 2800 чел. пехоты, артиллерийский резерв и инженерный парк насчитывали 930 чел. при 16 орудиях.
На марше от Смоленска к Бородину 5-я пех. дивизия ген. Компана была прикомандирована к авангарду армии и в бою 24 авг. (5 сент.) захватила Шевардинский редут, потеряв 1800 чел. В Бородинском сражении участвовали все пять пех. дивизий корпуса (75 батальонов). 2-я, 4-я и 5-я пехотные дивизии и резервная артиллерия под командованием Даву наступали в р-не Семеновских флешей и дер. Семеновское, а 1-я и 3-я пехотные дивизии, временно подчиненные Евгению Богарне, действовали на левом крыле против Курганной батареи. В ходе битвы пехота корпуса потеряла 461 офицера, был смертельно ранен начальник штаба корпуса генерал Ромеф, сам Даву получил контузию, но остался в строю.
Во время московского пожара с 2(14) по 7(19) сент. корпус размещался у западных окраин Москвы, затем у Пресненской, Дорогомиловской и Калужской застав, штаб-квартира Даву находилась в усадьбе князя Д. М. Щербатова на Девичьем поле.
2-я пехотная дивизия входила с 27 авг. (8 сент.) в состав авангарда маршала Мюрата, 4-я пехотная дивизия 10(22) сент. была направлена на Тульскую дорогу, затем перешла на Старую Калужскую дорогу.
На 6(18) окт. корпус имел в своем составе 29000 чел. при 144 орудиях. 7(19) окт. его основные силы выступили из Москвы по Калужской дороге, а 9(21) окт. к ним присоединились 2-я и 4-я дивизии. После Малоярославецкого сражения, в котором участвовали 3-я и 5-я дивизии, корпус действовал в авангарде армии, а при отступлении с 15(27) окт. до 22 окт. (3 нояб.) составлял ее арьергард. Войска корпуса сражались у Колоцкого монастыря.
В бою под Вязьмой находилось в строю 15000 чел. и 127 орудий. На 29 окт. (10 нояб.) под Смоленском в корпусе числилось 11-12 тыс. чел. при 24 орудиях. 5(17) нояб. четыре дивизии корпуса участвовали в бою у Красного (особенно пострадала 4-я пехотная дивизия, отрезанная на дороге между Красным и Добрым). 2-я пехотная дивизия, шедшая из Смоленска вместе с 3-м корпусом маршала Нея, 6(18) нояб. понесла огромные потери. В Орше к 9(21) нояб. войска Даву насчитывали 7-8 тыс. чел. При движении к Березине корпус вновь следовал в арьергарде, а его численность сократилась до 1200 чел. 15(27) нояб. уцелевшие бойцы переправились через Березину у Студенки. Остатки корпуса 30 нояб. (12 дек.) перешли Неман у Ковно.
19(31) дек. в Торн прибыло 871 офицер (из них годных к несению службы – 641) и 1856 унтер-офицеров и рядовых (из них под ружьем – 1434). В февр. 1813 корпус был расформирован.
А. А. Васильев. (Энциклопедия «1812 год»)
11 ноября 1813 года капитулировал в Дрездене.
Воссоздан 21 декабря 1813 года в Антверпене, и защищал Бельгию от союзников до мая 1814 года.

## Состав корпуса

### В кампании 1805 года
- 1-я пехотная дивизия (дивизионный генерал Оливье Риво де Ля Раффиньер)
- 2-я пехотная дивизия (дивизионный генерал Жан-Батист Друэ д'Эрлон)
- баварская дивизия (генерал-лейтенант Карл-Филипп фон Вреде)
- дивизия лёгкой кавалерии (дивизионный генерал Франсуа-Этьен Келлерман)

### На 14 октября 1806 года
- 1-я пехотная дивизия (дивизионный генерал Пьер Дюпон де л'Этан)
- 2-я пехотная дивизия (дивизионный генерал Оливье Риво де Ля Раффиньер)
- 3-я пехотная дивизия (дивизионный генерал Жан-Батист Друэ д'Эрлон)
- дивизия лёгкой кавалерии (дивизионный генерал Жак Тийи)

### На 1 июня 1807 года
- 1-я пехотная дивизия (дивизионный генерал Пьер Дюпон де л'Этан)
- 2-я пехотная дивизия (дивизионный генерал Пьер Лаписс)
- 3-я пехотная дивизия (дивизионный генерал Эжен Вийят)
- бригада лёгкой кавалерии (бригадный генерал Луи Бомон)
- 4-я драгунская дивизия (дивизионный генерал Арман Лебрен де Ля Уссе)

### На 1 апреля 1812 года
- 1-я пехотная дивизия (дивизионный генерал Шарль Моран)
- 2-я пехотная дивизия (дивизионный генерал Луи Фриан)
- 3-я пехотная дивизия (дивизионный генерал Этьен Гюден)
- 4-я пехотная дивизия (дивизионный генерал Жозеф Дессе)
- 5-я пехотная дивизия (дивизионный генерал Жан-Доминик Компан)
- 1-я бригада лёгкой кавалерии (бригадный генерал Клод Пажоль)
- 2-я бригада лёгкой кавалерии (бригадный генерал Этьен Бордесуль)

### На 15 июля 1813 года
- 1-я пехотная дивизия (дивизионный генерал Арман Филиппон)
- 2-я пехотная дивизия (дивизионный генерал Жан-Батист Дюмонсо)
- 23-я пехотная дивизия (дивизионный генерал Франсуа Тест)
- 21-я бригада лёгкой кавалерии (бригадный генерал Мартен Гобрехт)
- польская дивизия (дивизионный генерал Ян Домбровский)

### На 1 февраля 1814 года
- 4-я дивизия Молодой гвардии (дивизионный генерал Пьер Барруа)
- 1-я пехотная дивизия (дивизионный генерал Франсуа Ледрю дез Эссар)
- 2-я пехотная дивизия (дивизионный генерал Жан-Жак Амбер)
- 3-я пехотная дивизия (дивизионный генерал Клод Карра-Сен-Сир)
- гвардейская кавалерийская дивизия (дивизионный генерал Бертран Кастекс)

## Командование корпуса

### Командующие корпусом
- маршал Жан-Батист Бернадот (29 августа 1805 – 6 июня 1807)
- дивизионный генерал (с 13 июля 1807 - маршал) Виктор (6 июня 1807 – 7 сентября 1808)
- маршал Николя Даву (1 апреля 1812 – 1 июля 1813)
- дивизионный генерал Доминик Вандам (1 июля 1813 – 30 августа 1813)
- дивизионный генерал Жювеналь Корбино (30 августа 1813 – 3 сентября 1813)
- дивизионный генерал Жорж Мутон (3 сентября 1813 – 11 ноября 1813)
- дивизионный генерал Николя-Жозеф Мезон (21 декабря 1813 – 12 мая 1814)

### Начальники штаба корпуса
- дивизионный генерал Леопольд Бертье (29 августа 1805 – 30 ноября 1806)
- бригадный генерал Николя-Жозеф Мезон (30 ноября 1806 – 24 июля 1808)
- бригадный генерал Жан-Батист Семле (22 августа 1808 – 7 сентября 1808)
- бригадный генерал Жан Луи Ромёф  (1 апреля 1812 – 7 сентября 1812)
- полковник штаба (с 23 сентября 1812 – бригадный генерал)  Луи-Франсуа Лежён (7 сентября 1812 – ноябрь 1812)
- дивизионный генерал Анри Шарпантье (ноябрь 1812 – 13 февраль 1813)
- бригадный генерал Жан Равье (1 июля 1813 – 11 ноября 1813)
- бригадный генерал Марк-Антуан Обер (13 декабря 1813 - 14 мая 1814)

### Командующие артиллерией корпуса
- дивизионный генерал Жан-Батист Эбле (29 августа 1805 – 2 декабря 1806)
- бригадный генерал Симон Фольтрие (2 декабря 1806 – 28 января 1807)
- бригадный генерал Жан-Луи Моссель (18 февраля 1807 – 28 февраля 1807)
- бригадный генерал Александр де Сенармон (28 февраля 1807 – 7 сентября 1808)
- дивизионный генерал Жозеф Пернети (1 апреля 1812 – 25 сентября 1812)
- бригадный генерал Базиль Бальтюс де Пуйи (1 октября 1812 – 18 марта 1813)
- бригадный генерал Жан-Пьер де Жуффруа (18 марта 1813 – 18 июня 1813)
- бригадный генерал Базиль Бальтюс де Пуйи (18 июня 1813 – 11 ноября 1813)
- дивизионный генерал Анри-Мари Ленури (10 декабря 1813 - 12 мая 1814)